# Hacke (Werkzeug)

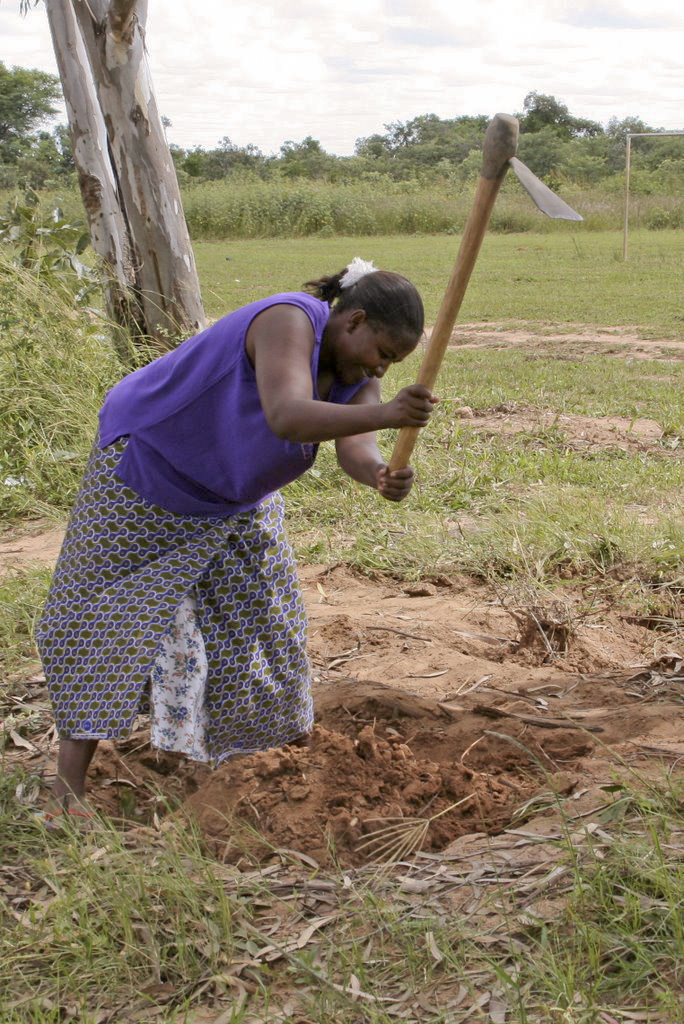
Eine Frau bei der Feldarbeit in Sambia

Eine Hacke ist ein Handwerkzeug, das insbesondere bei der Bodenbearbeitung zur Lockerung und zum Lösen des Bodens dient. Es existieren zahlreiche Formen und Varianten, zum Beispiel Spitzhacken (Pickel) oder der Karst mit zwei oder drei Zinken. Für die Rodung werden robuste Rodehacken verwendet. Oberdeutsche Bezeichnungen für die Hacke sind Haue sowie (das) Häundl, (das) Heindl oder (der) Krampen.

## Bauweise

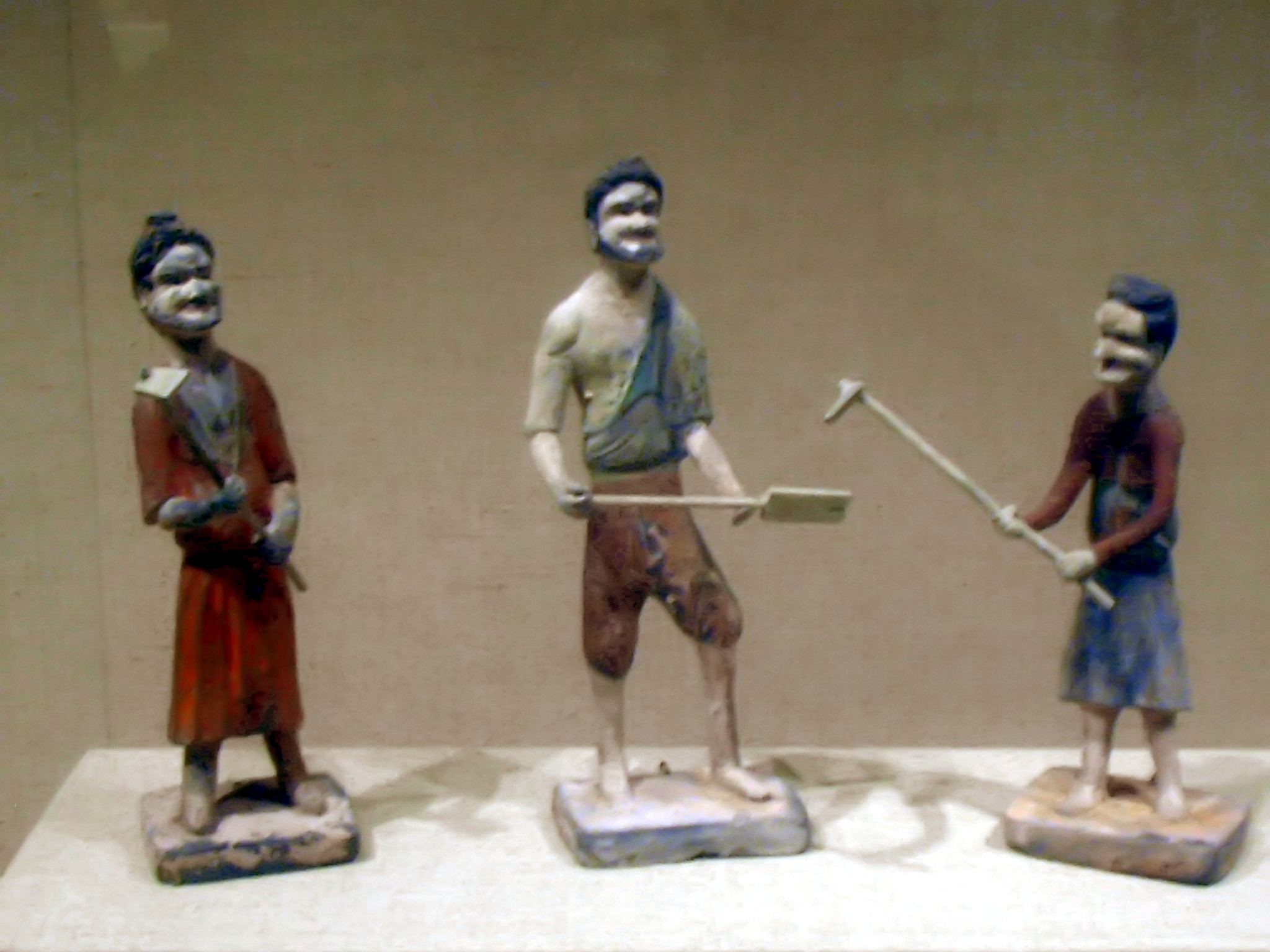
Chinesische Figurinen mit Hacken und Schaufel. Tang-Dynastie (618–907)

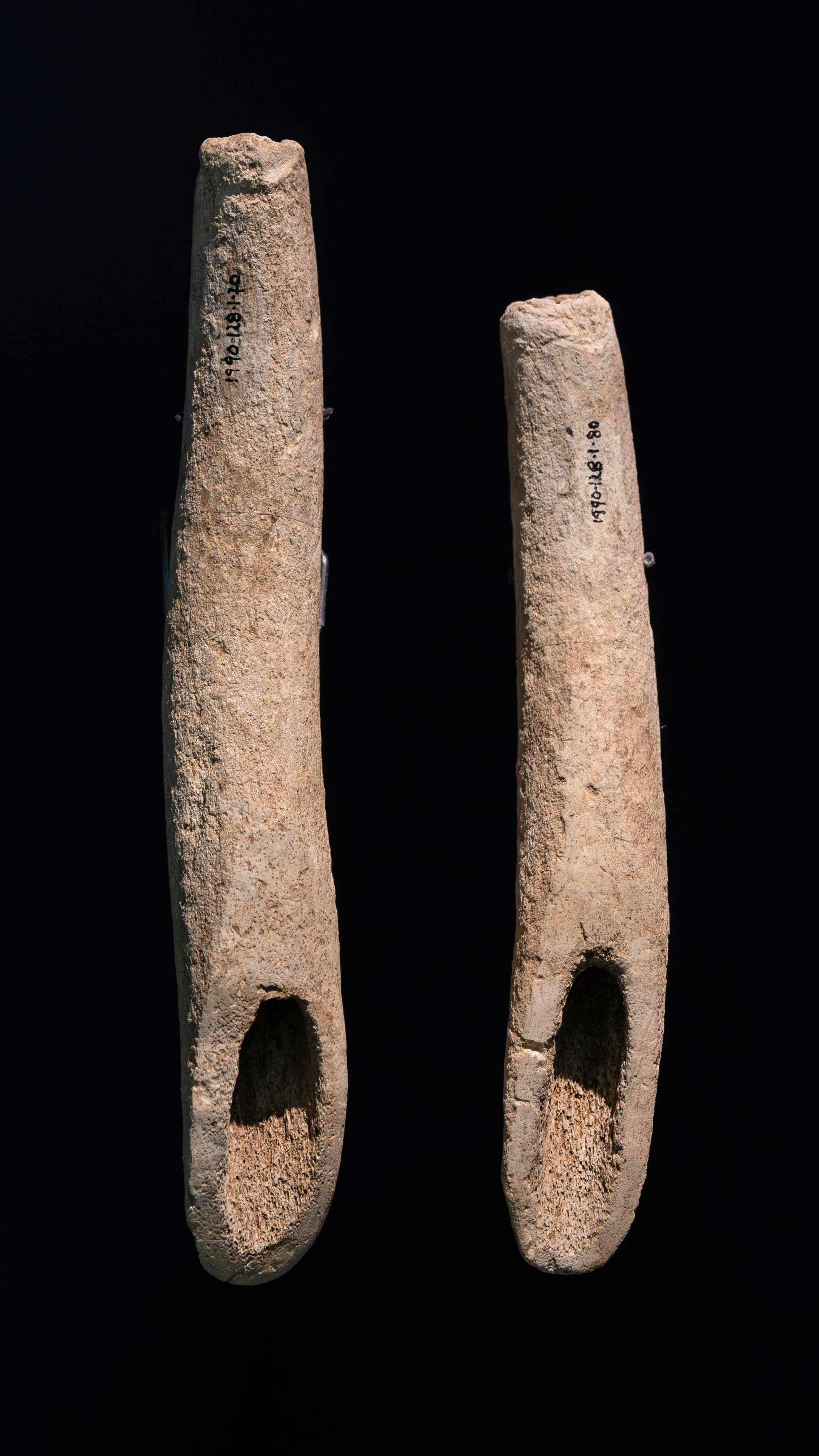
Geweihacken von Rottenburg-Siebenlinden

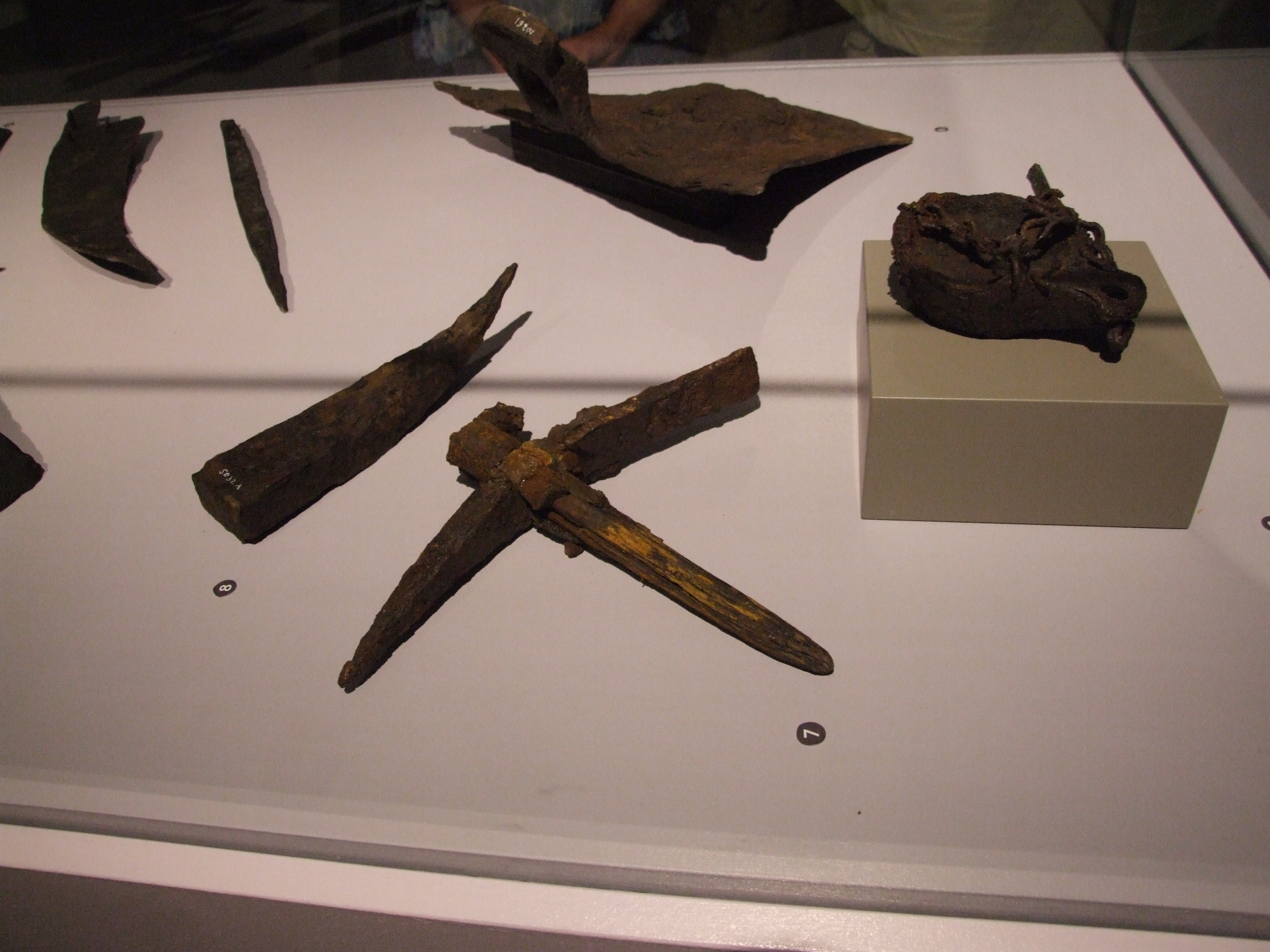
Pickel [8] und Kreuzhacke [7] aus römischer Zeit, Pompeji, 79 n. Chr.

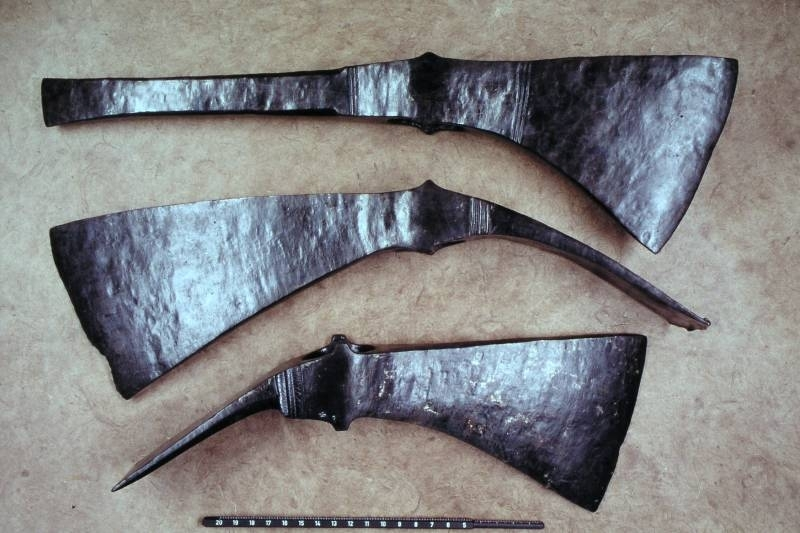
Dolabrae, bevorzugt für Schanzarbeiten, aus dem Römerlager Hedemünden

Eine Hacke hat in der Regel ein quer geschäftetes Blatt. Je schwerer und härter der Boden, desto schwerer und massiver ist die Ausführung der Hacke.
Bei schweren Hacken befindet sich zur Aufnahme des Stiels am hinteren Ende des Blatts eine ringförmige Öse (das Haus), in die der Stiel eingesteckt wird. Bei vielen Bauformen mit Haus wird das Hackenblatt vom Griff her auf den Stiel gesteckt und nicht durch Gegenkeile, sondern durch die Verbreiterung des Stiels fixiert.
Bei leichteren Hacken befindet sich am Blatt ein runder, flacher oder kantiger Dorn, der in eine Tülle am Stiel eingepresst oder eingeschlagen wird. Modernere Gartengeräten haben oft einen Klick- oder Schraubverschluss zwischen Blatt und Stiel.
Der Stiel ist je nach Bauart und Verwendungszweck etwa 1,00 m bis 1,40 m lang, bei Einhandhacken auch kürzer, bei Feldgeräten auch länger.

## Ursprung und Geschichte
Ursprungsform der Hacke ist der knieförmige Grabstock, der den Anfang des Hackbaus als Stammform der Landwirtschaft markiert.
Hacken sind mesolithische Werkzeuge. In der Archäologie werden so meist Geräte bezeichnet, die anders als Dechseln vollständig aus Geweih oder seltener teilweise aus Knochen bestehen, aber ebenfalls eine zum Schaft quer stehende Klinge haben. Nur wenige Klingen sind aus Feuerstein gefertigt, ahmen aber möglicherweise Geweihhacken nach.
Man stellte sie aus einem durchlochten Schulterblatt oder einer Schaufel des Hirsch- oder Elchgeweihs her, dessen abzweigende Sprossen entfernt wurden. Eine Bohrung dient als Fassung für den Stiel.
Auch im Jangtsekiang-Tal Chinas wurden Hacken des 5. Jahrtausends aus Knochen und geschliffenem Stein gefunden, die dort einen frühen Ackerbau belegen. In der Fundstelle Kafiavana in Melanesien sind in sogar 11.000 Jahre alte, polierte und geschliffene Hacken gefunden worden, die wohl zum Roden von Buschwerk eingesetzt wurden.

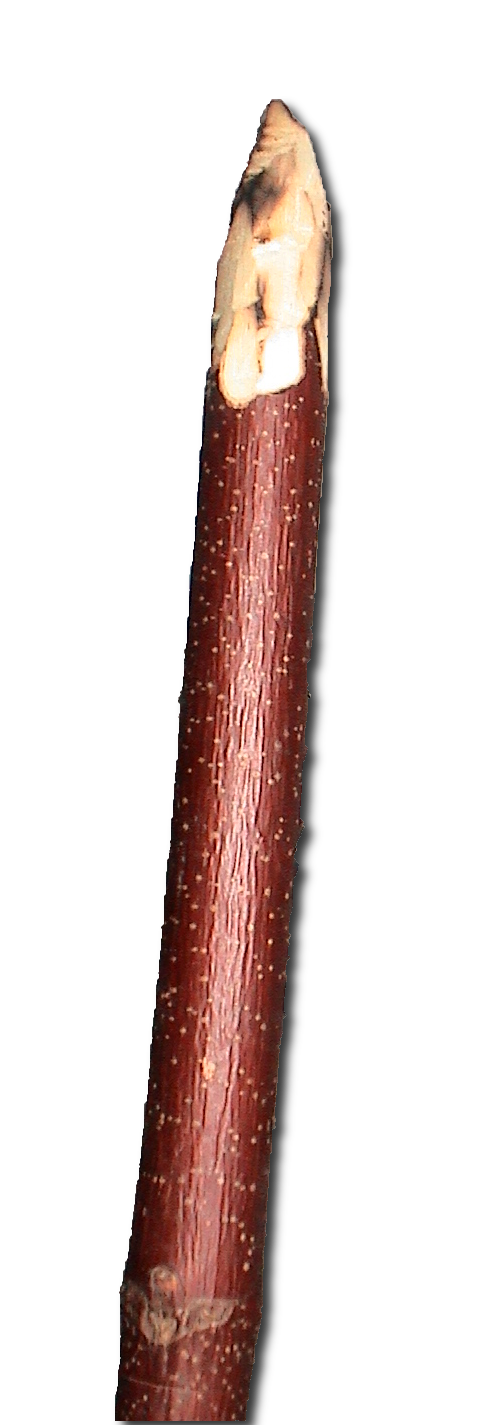
Vorläufer der Hacke: ein gerader Grabstock
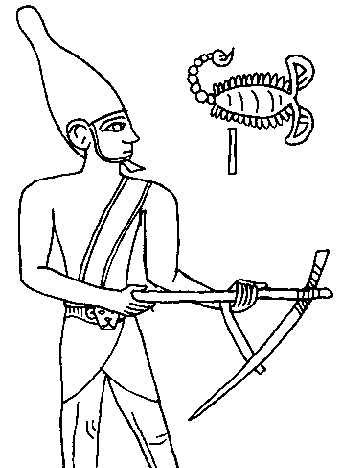
Pharao Skorpion II. mit spitzer Feldhacke, um 3100 v. Chr.
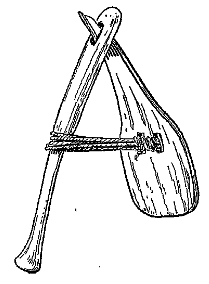
Altägyptische Feldhacke mit breitem Blatt und Öse am Griff, British Museum
Feldhacke für dichte Böden mit Öse am Blatt (aus dem Wappen des Dorfes Číměř nad Jihlavou, Tschechien)
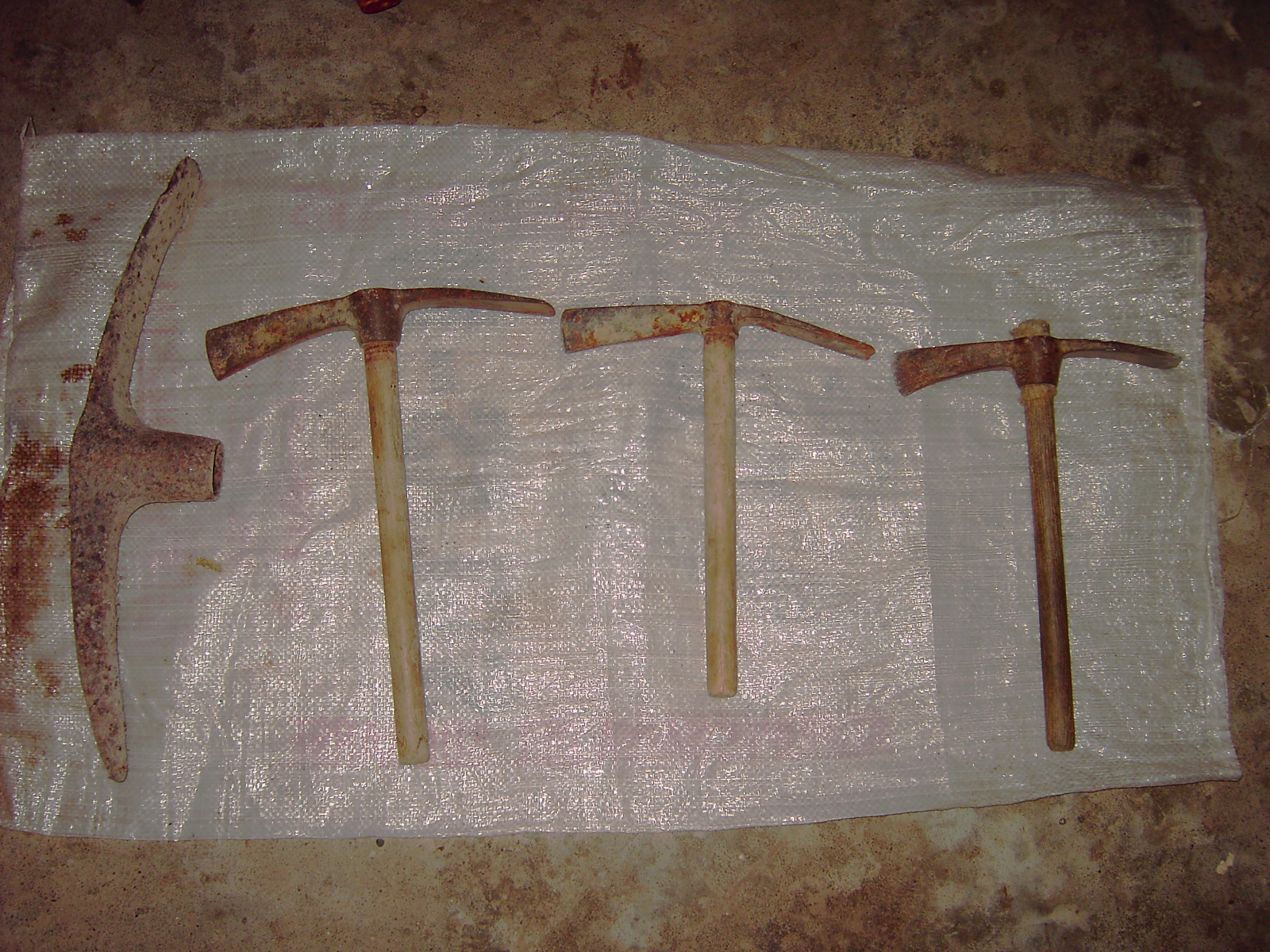
Links: Kreuzhacke, rechts: drei Wiedehopfhacken

## Formen, Funktion und Verwendung

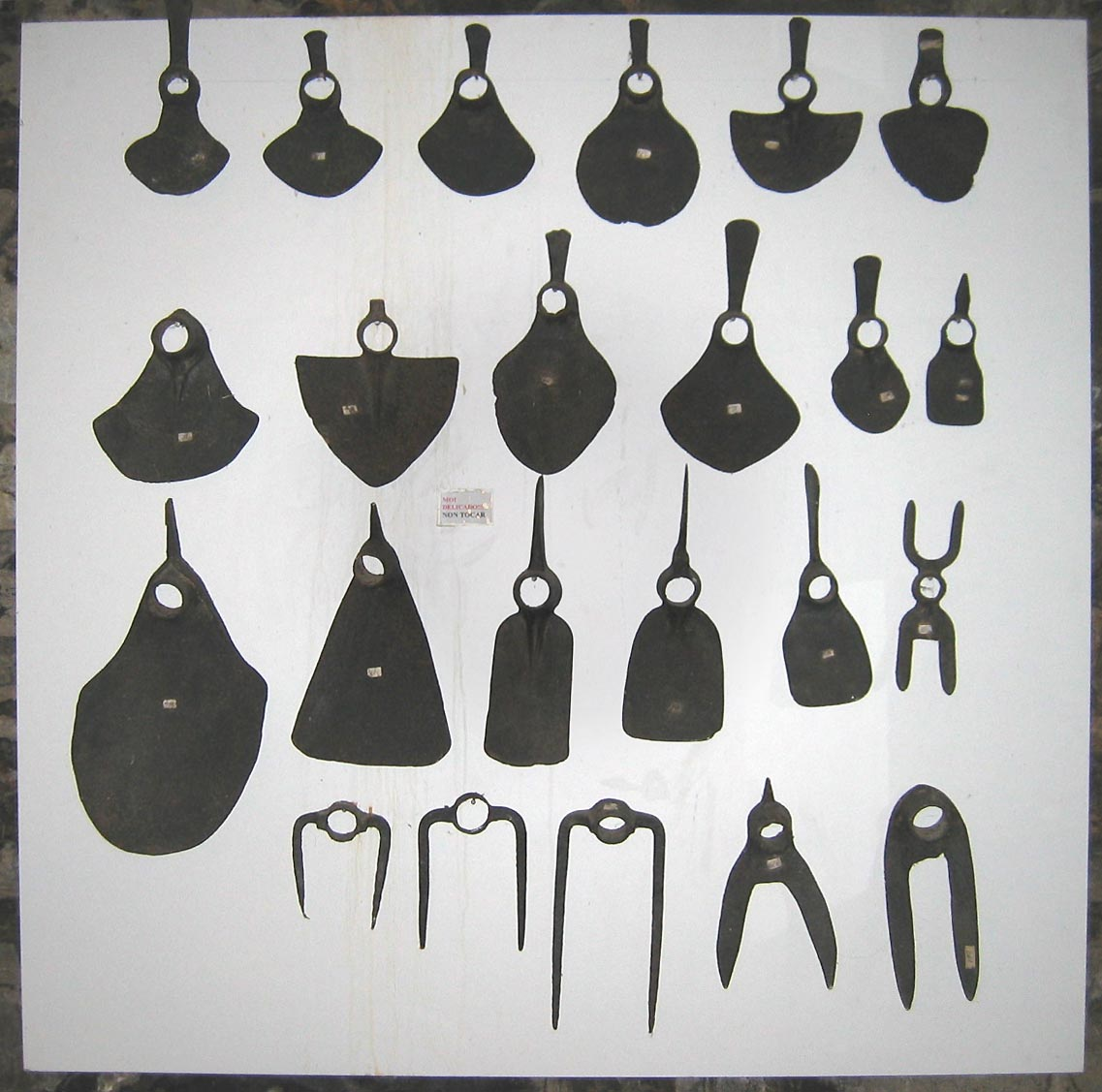
Unterschiedliche Hackenblätter für die Landwirtschaft, teils mit einem weiteren Blatt oder einer Spitze, teils als Karst, Centro Etnográfico de Soutelo de Montes, Pontevedra, Spanien

### Feldhacke in der Landwirtschaft
Als landwirtschaftliches Gerät wird die Hacke auch Feldhacke, Haue oder Feldhaue genannt. Größe und Form des Blattes sind abhängig vom Einsatzzweck, insbesondere von der „Schwere“ und der Steinigkeit des Bodens. So haben sich regional vielfältige Ausformungen und genauere Bezeichnungen wie Breithacke verwendet.
Zum Lösen „schwerer“ – also lehmiger oder tonhaltiger – Böden wird ein kleines Hackenblatt verwendet, für lockere und sandige Böden hingegen ein großes und breites Blatt wie beispielsweise bei der Ziehhacke oder dem vergleichbaren Schuffeleisen.
Mit der Hacke wird der Boden nicht – wie beim Spaten oder beim Pflug – gedreht, sondern er behält seine ursprüngliche Schichtung.
Heutzutage wird die Hacke – abgesehen von der Kleingärtnerei und dem heimischen Garten – als landwirtschaftliches Gerät überwiegend nur noch in Entwicklungsländern verwendet; in Industrieländern wurde sie zumeist durch den Pflug, die Fräse und die Motorhacke verdrängt.

### Rodehacke in der Rodung
Bei der Rodung (dem „Reuten“) von Sträuchern, Bäumen und Weinreben dient die Hacke insbesondere zum Entfernen der Wurzeln. Als Rodehacke (oder Rodhacke) wird eine robuste Hacke benötigt. Das Blatt ähnelt dem einer Dechsel, der Stiel ist lang wie bei einer Axt. Mundartliche Bezeichnungen sind Rod(e)haue, Radehacke (sächsisch), Reuthacke, Reuthaue, Reute oder Reithack.

### Spitzhacke

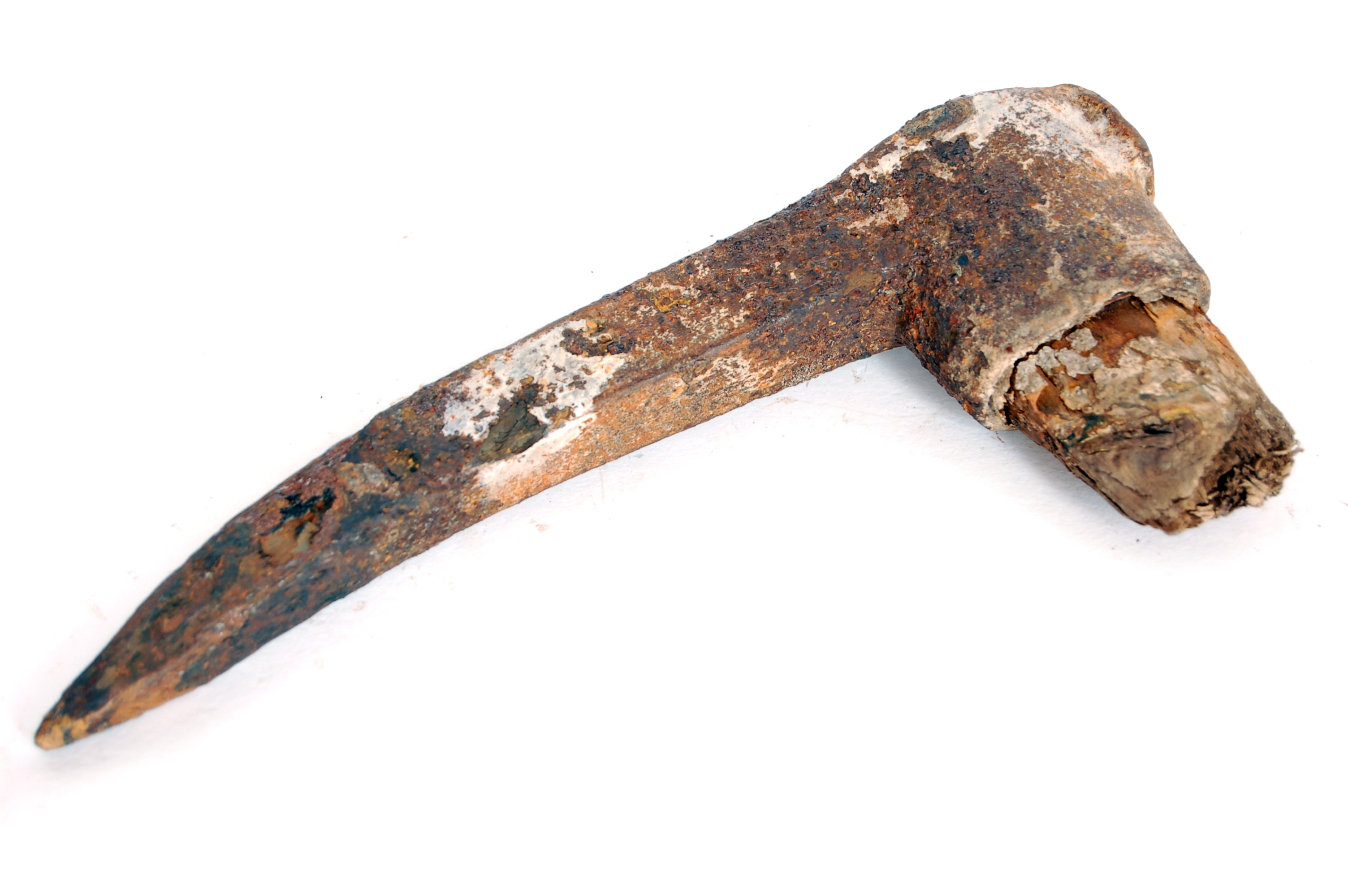
Historischer Bergmannspickel

Die Spitzhacke (auch Pickel oder Pickhacke) hat eine Spitze zum Aufschlagen von Gestein oder Eis oder für die Arbeit in harten Böden. Im Bergbau ist sie besonders geeignet für die Arbeit in beengten Stollen. Sie ist meist langstielig und wird zweihändig geführt.
Kurzstielige Hacken eignen sich für kleinräumige Gesteinsarbeit und werden einhändig geführt.

### Kreuzhacke

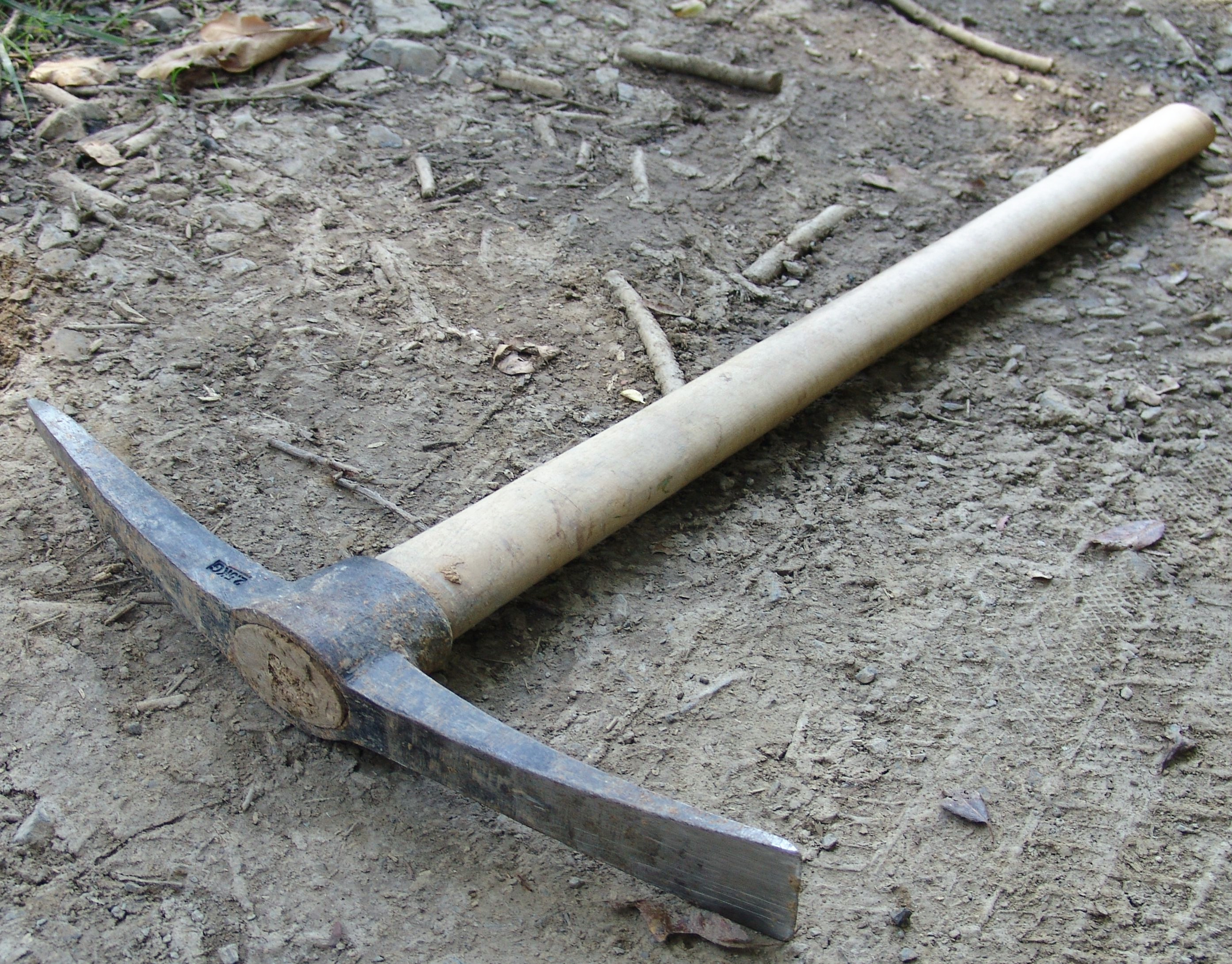
Kreuzhacke (Flachspitzhacke)

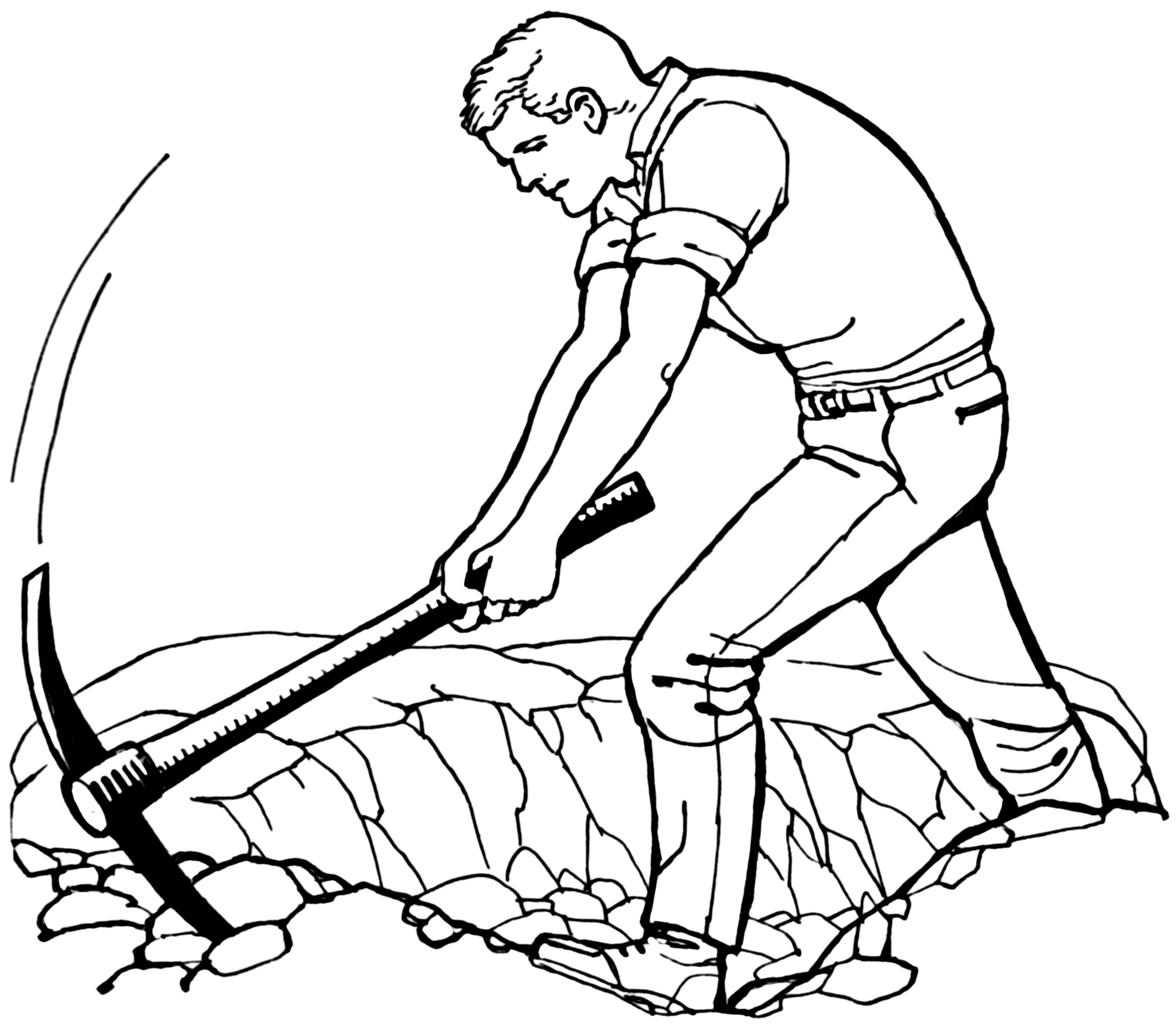
Kreuzhacke (Flachspitzhacke)

Die Kreuzhacke oder der Pickel (auch Flachspitzhacke oder Flachkreuzhacke genannt), oberdeutsch auch Krampen (ähnlich tschechisch krumpáč) verbindet zwei Werkzeuge: auf einer Seite eine lange Spitzhacke, auf der anderen Seite eine lange schmale quergeschäftete Hacke. Beide Werkzeugteile sind gleich schwer, wodurch sie sich beim Schlag gegenseitig verstärken und sich das Werkzeug weniger verdreht.
Die Kreuzhacke wird vor allem im Erdbau und im Tiefbau zum Lösen von steinigen und geröllhaltigen Böden eingesetzt. Sie ist ein schweres Gerät und wiegt gut 2½ kg. Der konische Stiel wird mit dem dünneren Griffteil von unten in die Öse eingeschoben und durch Klopfen auf den Boden eingeschlagen und so fixiert. 

Seltener sind Kreuzhacken mit zwei Spitzen (Flügeleisen).

### Wiedehopf

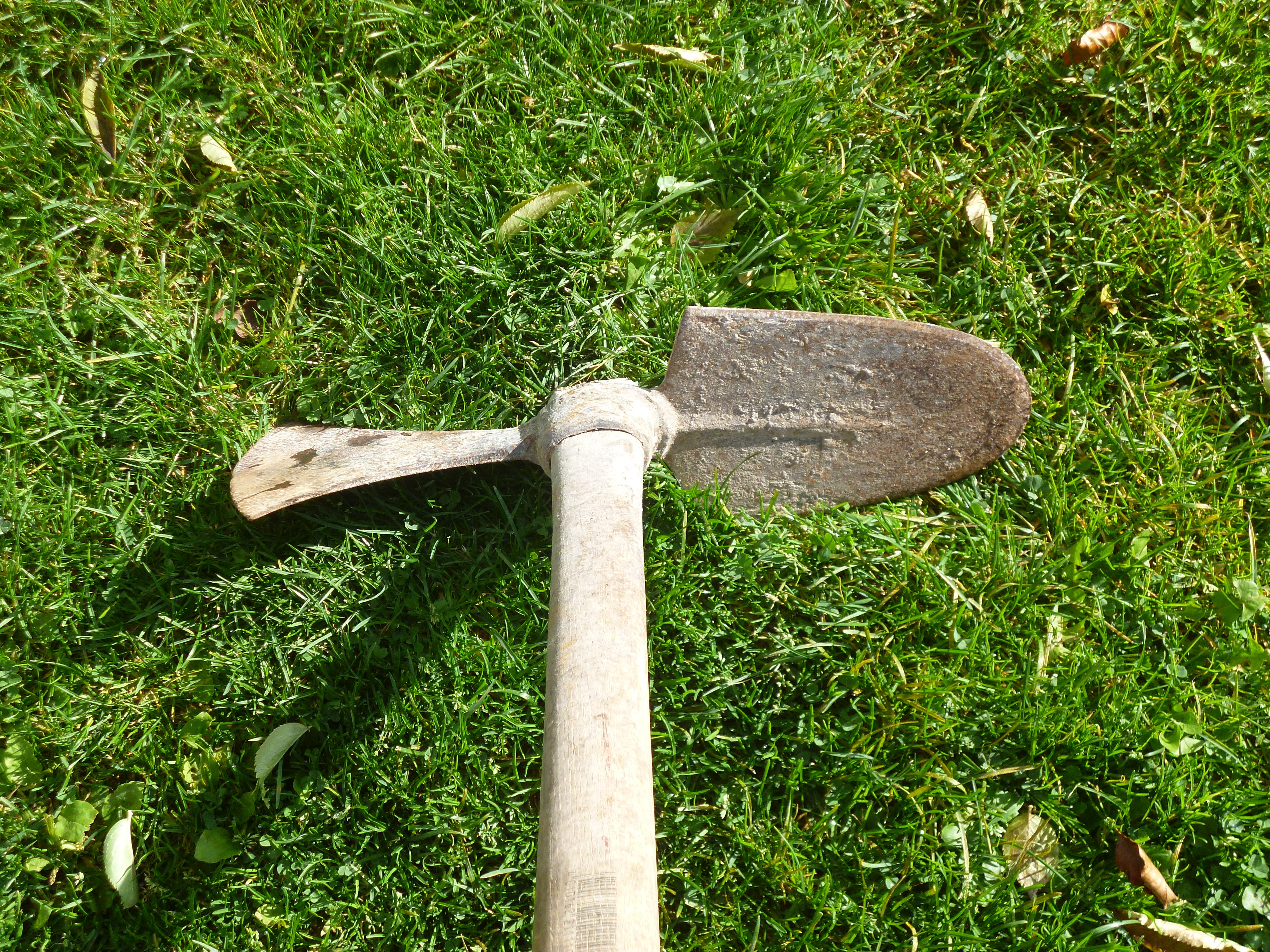
Wiedehopf

Der Wiedehopf (seltener auch Wiedehopfhacke oder Wiedehopfhaue) besitzt ein quer geschäftetes Blatt und – ähnlich einer Axt – ein längs geschäftetes Blatt; er wird vor allem zur Arbeit in stark durchwurzelten Böden verwendet. Als Pflanzhacke findet sie dabei Verwendung bei der Wiederaufforstung mit kleinen Baumsetzlingen.

Als Dolabra wurde dieses Werkzeug in der römischen Armee beim Bau von Festungsanlagen verwendet.

### Spezielle Hacken für Feld- und Gartenarbeiten

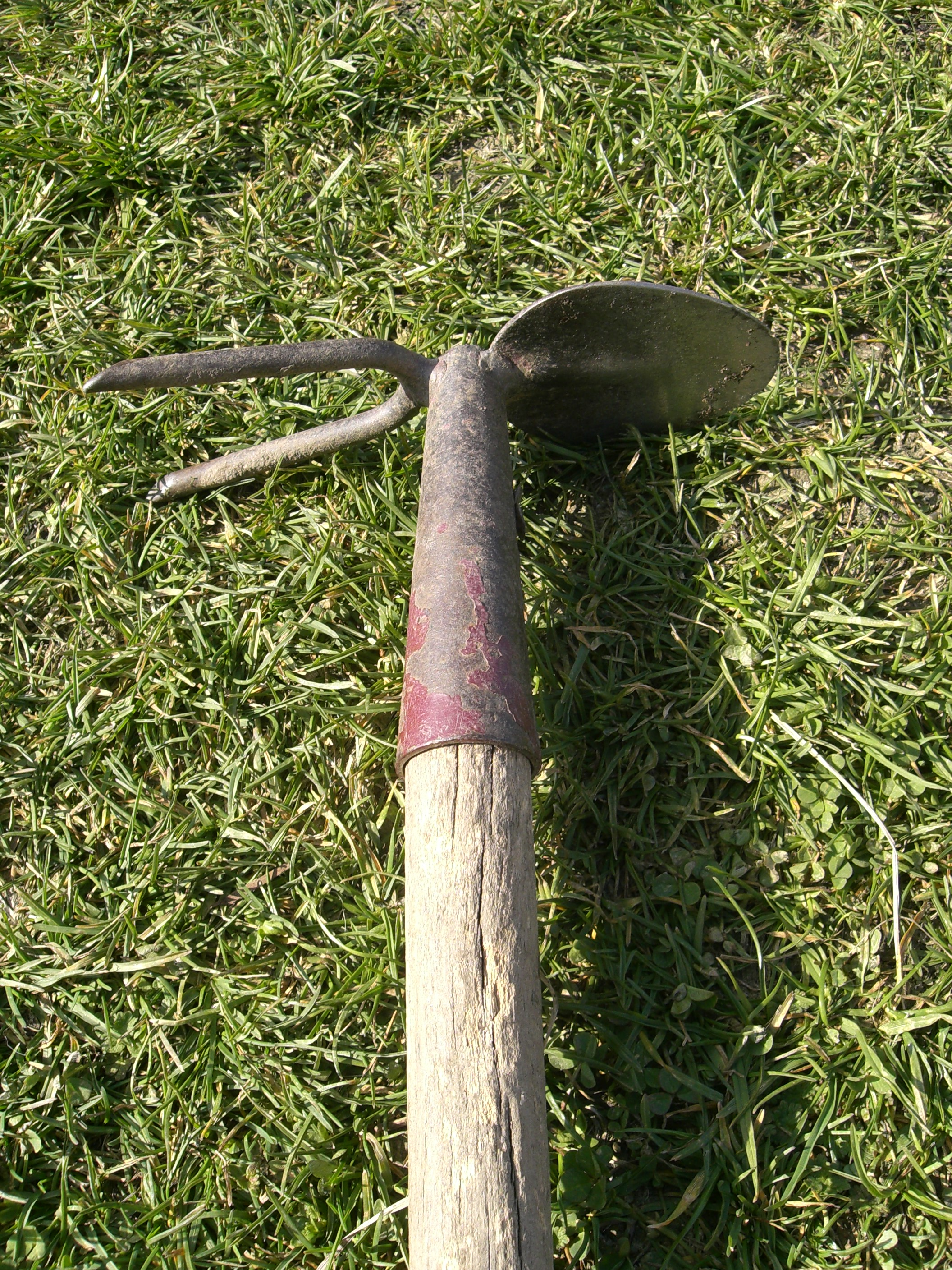
Gartenhacke mit Hackenblatt (rechts) und Karst

Hacken mit zwei oder drei geraden Zinken werden als Karst bezeichnet. Der Sauzahn ist eine Mischform: Er hat eine einzige lange, bogenförmige Zinke, an deren Spitze sich wiederum ein kleines Blatt befindet. Der Sauzahn sowie Geräte mit mehreren Zinken und ähnlicher Funktion werden auch Kultivatoren bezeichnet. Zum Anhäufeln diente traditionell die Häufelhacke.
Es gibt Hacken mit stark gekröpftem Hals oder steil rückständiger Blattspitze, auch Scharre genannt. Für das Unkrautjäten wurde die Schuffel entwickelt, bei der das Hackblatt horizontal angebracht ist.

Karsthaue (aus dem Wappen von Zierbena, Spanien)
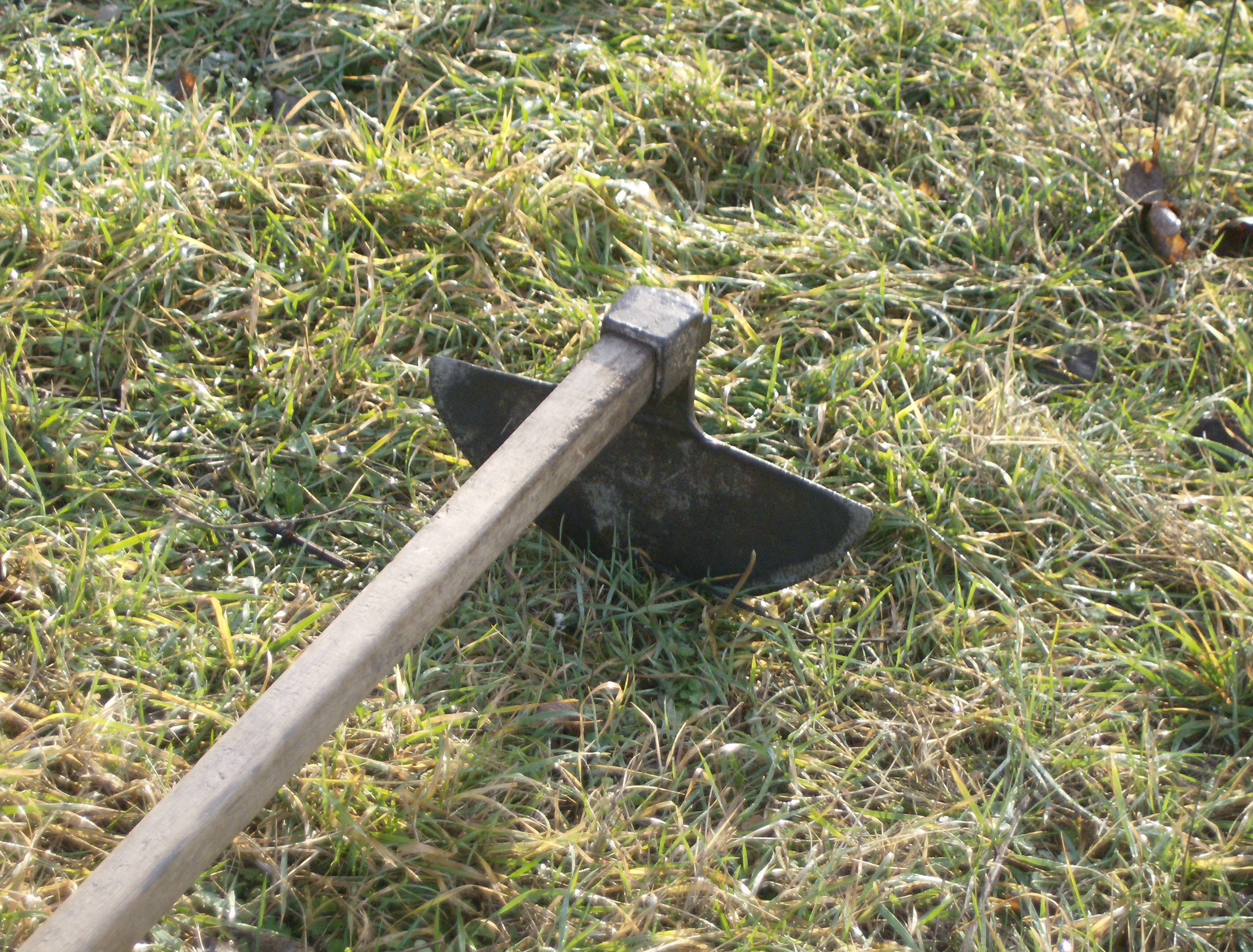
Russische Feldhacke mit dreieckigem Blatt für Rasen
Scharre (aus dem Wappen der Stadt Chrastava, Tschechien)
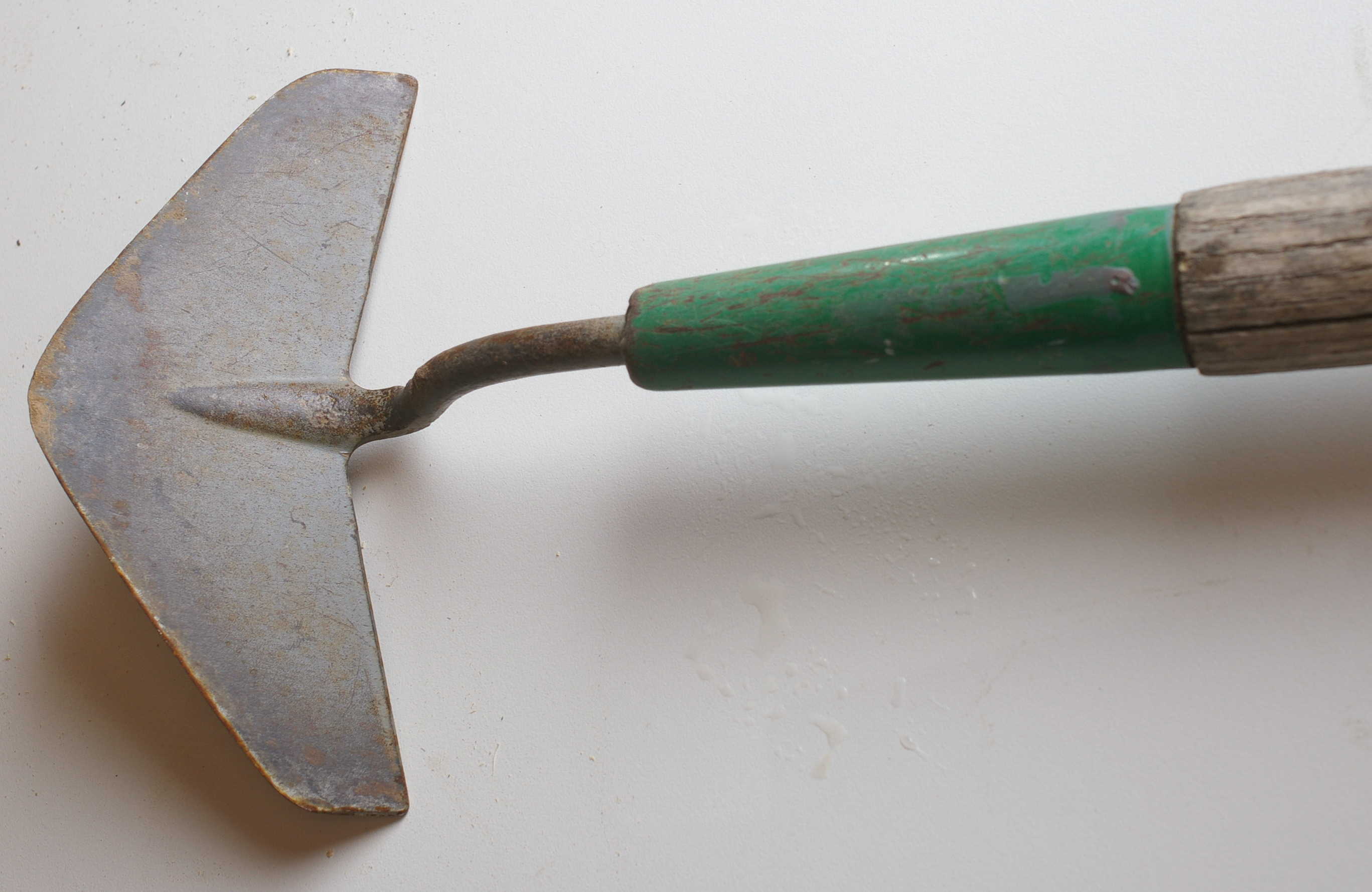
Schuffel zum Unkrautjäten
Hacke mit zwei verschiedenen Blättern

### Hacke in Unicode
In Unicode ist die Hacke als Symbol U+26CF dargestellt: ⛏

## Heraldik
Da die Hacke Inbegriff mittelalterlicher Landnahme ist, enthalten viele Wappen Hacken als heraldisches Element. Die Hacke verweist dabei allgemein auf Feldbau oder Forstarbeit; bei einem Bezug zu Rodungen unter Verweis auf das Entstehen einer Siedlung wird oft eine Rodehacke blasoniert. Bei Rodungsnamen ist das Bild „sprechend“. Einzelne Hacken stehen in Bezug zu Metallverarbeitung (Werkzeugschmiederei).
Das Werkzeug ist eine „gemeine Figur“; eine bevorzugte Stellung im Wappenschild ist nicht belegt. Diese Darstellungen sind auch werkzeugkundlich interessant, weil sie die Regionalformen abbilden.

### Die Hacke als Wappenbild
Region: Sortierbar nach NUTS, außerhalb der EU ISO 3166, so lassen sich gemeinsame Regionen zusammenstellen.
Blason: Die Blasonierung (der Wortlaut) ist verbindlich, die Darstellung Freiheit des Heraldikers. Daher ist, wo bekannt, der präzise Blason angegeben.
Vorletzte Spalte: Rodungsname (sortiert nach Wortstamm, siehe den Fachartikel)
Letzte Spalte: Form (Heft unten); ⋂ … biberschwanzförmig abgerundet; ♠ … spatenförmig breit auf spitz; ▲ … kellenförmig verjüngend auf schmale Schneide; ▐ … lange schmale, stichel- oder pickelförmige Klinge; ■ … undifferenziert breit; ▼ … spatel- oder axtförmig schmal auf breite Klinge auslaufend; 〪 … Form undefinierbar
| Wappen | Träger                   | Region                  | Blason und Anmerkungen |   |   |
| ------ | ------------------------ | ----------------------- | --- | - | - |
|        | Bachum                   | Hochsauerland NW        | Hacke, golden, schräggestellt |   | ♠ |
|        | Bad Homburg vor der Höhe | Hochtaunus HE           | |   | ▐ |
|        | Bernitt                  | Rostock MV              | Hacke, silbern (schräggekreuzt mit einem bischöflichen Krummstab, unten eine Pflugschar)                                                    |   | ▼ |
|        | Chaloupky                | Beroun ST               | tschechisch hornické motyky (‚Bergmannshauen‘), silbern mit goldenem Stiel, gekreuzt                                                        |   | ♠ |
|        | Číměř nad Jihlavou       | Třebíč VY               | |   | ▼ |
|        | Eckenroth                | Bad Kreuznach RP        | Wolfsangel mit Rodungshacke gekreuzt, siehe Artikel                                                                                         |   | 〪  |
|        | Erdmannsweiler           | Schwarzwald-Baar BW     | gekreuzt mit einem Spaten südwestdeutscher Typus mit eingesenkter Kante, Darstellung sprechend (Erdbearbeitung)                             |   | ■ |
|        | Ferrera                  | Graubünden              | Im schrägrechts von silber (weiss) und schwarz geteilten Schild ein schrägrechts gestellter Bergmannshammer (Pickel) in gewechselten Farben |   | ■ |
|        | Friedrichroda            | Gotha TH                | Hacke, silbern mit schwarzem Stiel | * | ▲ |
|        | Hagen                    | Segeberg SH             | Hacke, silbern (schräg gekreuzt mit einer Axt) stark gebogene Form                                                                          | * | ■ |
|        | Haynrode                 | Eichsfeld TH            | Rodehacke, golden | * | ♠ |
|        | Herold                   | Rhein-Lahn RP           | Rodehacken rot, gekreuzt früherer Ortsname: Herberod                                                                                        | * | ♠ |
|        | Isert                    | Altenkirchen RP         | Rodungshacke schwarz, schräggekreuzt | * | ■ |
|        | Kefenrod                 | Wetterau HE             | | * | ♠ |
|        | Langendorf               | Burgenland ST           | Rodehacke, silbern, silbern gestielt (und eine silberne Sense)                                                                              |   | ♠ |
|        | Langhagen                | Rostock MV              | Rodehacken, golden, schräggekreuzt | * | ■ |
|        | Lappi                    | Westfinnland            | |   | ♠ |
|        | Loučná nad Desnou        | Šumperk OL              | tschechisch motyky, golden |   | ▼ |
|        | Lütgenrode               | Northeim NI             | Unter silbernem Schildhaupt in Grün zwei schräg gekreuzte silberne Rodehacken mit goldenen Stielen.                                         | ■ |   |
|        | Marienheide              | Oberbergischer Kreis NW | Rodehacken, silbern mit goldenen Stielen, gekreuzt                                                                                          | * | ▐ |
|        | Neusorg                  | Tirschenreuth BY        | Reuthauen, schwarz, schräg gekreuzt |   | ▐ |
|        | Oberrod                  | Westerwald RP           | Rodehacke, silbern | * | ▼ |
|        | Piippola                 | Nordösterbotten         | |   | ♠ |
|        | Pingelshagen             | Nordwestmecklenburg MV  | Rodehacke, schwarz, gestürzt | * | ■ |
|        | Rammingen                | Unterallgäu BY          | Reuthauen, golden, schräg gekreuzt |   | ▐ |
|        | Reinholterode            | Eichsfeld TH            | | * | 〪  |
|        | Rinchnach                | Regen, BY               | zwei schräg gekreuzte silberne Reuthauen mit schwarzen Griffen                                                                              |   | ▐ |
|        | Rüti bei Büren           | Seeland BE              | Reuthau | * | ■ |
|        | Rudersdorf               | Sömmerda TH             | Rodehacke, mit schwarzem Stiel und blauem Blatt (mit Baumstumpf)                                                                            | * | ♠ |
|        | Sora                     | Barcelona               | spanisch azada, katalanisch aixada, golden (gekreuzt mit einem Karst)                                                                       |   | ⋂ |
|        | Weißenborn-Lüderode      | Eichsfeld TH            | | * | ■ |

In Mecklenburg ist die Rodehacke auch in den Wappen von Möllenhagen und Rövershagen abgebildet,
in Rüttenen im Kanton Solothurn wird eine Reuthaue gezeigt.